# Зутермайстер, Петер
Петер Зутермайстер (фр. Peter Sutermeister; 28 мая 1916, Фойертален — 3 января 2003, Альтавилла-Муртен) — швейцарский публицист и секретарь Швейцарского национального фонда.
Написал либретто на немецком языке по роману Ф. М. Достоевского «Преступление и наказание» к опере «Раскольников» (Raskolnikoff) своего брата — композитора Генриха Зутермайстера.